# Schlachtkapelle

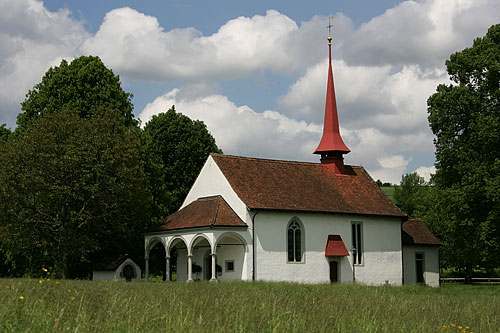
La Schlachtkapelle de Sempach.

Une Schlachtkapelle (dont la traduction littérale en français est « chapelle de la bataille ») est en Suisse la dénomination d'une chapelle commémorative des batailles de l'ancienne Confédération, comme celles de Morgarten (1315), Sempach (1386), Näfels (1388), Etzel (1439), Dornach (1499) et Gubel (1531).

## Morgarten

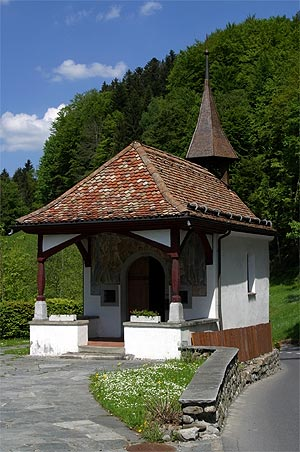
La Schlachtkapelle de Morgarten.

La Schlachtkapelle de Morgarten, aussi nommée Schlachtkapelle Schornen est la chapelle commémorative de la bataille de Morgarten, édifiée à Sattel en 1501, rénovée en 1560, transformée sous sa forme actuelle en 1603, puis rénovée en 1815, 1904 et 1994. En 1953, la peinture de la bataille surplombant l'entrée fut remplacée par une fresque de Hans Schilter. 

## Sempach

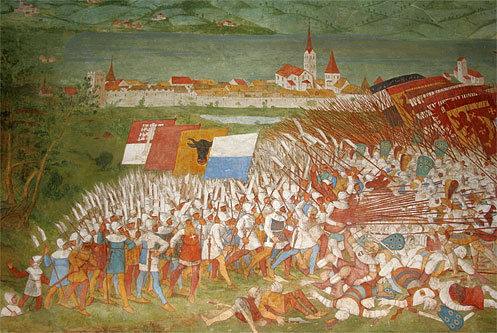
Fresque de la Schlachtkapelle de Sempach

La Schlachtkapelle originale de Sempach fut bâtie entre 1472 et 1473. On trouve à l'intérieur, une grande fresque de la bataille de Hans Rudolf Manuel (1525 - 1571), Hans Ulrich Wägmann et J. Balmer, ainsi qu'une représentation des armoiries et le nom des chevaliers et des morts Confédérés. La fresque originale fut réalisée au XVIe siècle, retravaillée entre 1638 et 1641, puis restaurée en 1885 et en 1985. 
Coordonnées géographiques de la Schlachtkapelle de Sempach: 47° 08′ 46″ N, 8° 12′ 44″ E.

## Näfels
Après la victoire du 9 avril 1338, les Glaronais érigèrent une Schlachtkapelle. Cependant au XIXe siècle on construisit tout d'abord à sa place le Helden von Näfels (« Héros de Näfels »), puis pour la célébration du cinq-centième anniversaire, en 1888, un obélisque en granit tessinois du sculpteur Alfred Romang. Dans l'église de Mollis, on trouve, depuis 1838, des plaques commémoratives des Confédérés tombés lors des batailles de Glaris.

## Dornach
En 1512 est construite la Schlachtkapelle de Dornach qui sera démolie en 1640 et reconstruite en 1643. Les Capucins, en 1672 sont autorisés à fonder un monastère à Dornach et se chargent également de la chapelle. En 1874, la Schlachtkapelle est démolie pour faire place à la voie du Jura-Bahn (« chemin de fer du Jura »).

## Sources
- (de) Jürg Davatz, « Die erste Kapelle von Näfels - eine Schlachtkapelle des Landes Glarus von 1389 » dans Jahrbuch des Historischen Vereins des Kantons Glarus, 72, 1988, (pp. 53-82) (OCLC 2087997)
- Charles Knapp (dir.), Dictionnaire géographique de la Suisse, Neuchâtel, Victor Attinger, 1902-1910 [détail des éditions]
- (de) Joseph Widmer, Geist der alten Schweizer in Beziehung auf die gegenwärtige Zeit : eine Rede, gehalten an der jährlichen Gedächtnißfeyer bey der Schlacht-Kapelle ob Sempach 1815, Luzern Meyer 1815. (OCLC 165495908)
- (de) « Schlachtkapelle Schornen » sur le site de la ville de Sattel.
- (de) « Schlachtkapelle » sur le site de la ville de Sempach.
- (de) « Schlachtdenkmal » sur le site de la ville de Näfels.
- (de) «  Die Schlacht von Dornach und ihre Folgen » sur le site de la ville de Dornach.